# Nuoto ai XIX Giochi del Mediterraneo - 50 metri dorso maschili
La gara dei 50 metri dorso maschili ai XIX Giochi del Mediterraneo si è svolta il 3 luglio 2022. Al mattino si sono svolte le batterie, mentre la finale si è disputata nel pomeriggio.

## Podio
| Pos. | Atleta         | Nazione |
| ---- | -------------- | ------- |
|      | Simone Stefanì | Italia  |
|      | Juan Segura    | Spagna  |
|      | Lorenzo Mora   | Italia  |

## Record
Prima della manifestazione il record del mondo (RM) e il record dei Giochi del Mediterraneo (RG) erano i seguenti.
|  | 23"71 | Hunter Armstrong  | 28 aprile 2022 Greensboro |
|  | 24"73 | Aschwin Wildeboer | 27 giugno 2009 Pescara    |

Durante la competizione non sono stati migliorati record.

## Risultati

### Batterie
| Pos. | Batteria | Corsia | Atleta                 | Nazionalità        | Tempo       | Note |
| ---- | -------- | ------ | ---------------------- | ------------------ | ----------- | ---- |
| 1    | 2        | 4      | Simone Stefanì         | Italia             | 25"17       | Q    |
| 2    | 2        | 6      | Georgios Spanoudakis   | Grecia             | 25"20       | Q    |
| 3    | 2        | 3      | Manuel Martos          | Spagna             | 25"41       | Q    |
| 4    | 1        | 4      | Juan Segura            | Spagna             | 25"42       | Q    |
| 5    | 1        | 5      | Eyaggelos Makrygiannis | Grecia             | 25"48       | Q    |
| 6    | 3        | 5      | Lorenzo Mora           | Italia             | 25"54       | Q    |
| 7    | 2        | 5      | Doruk Tekin            | Turchia            | 25"75       | Q    |
| 8    | 3        | 3      | João Costa             | Portogallo         | 25"78       | Q    |
| 9    | 3        | 4      | Alexis Santos          | Portogallo         | 25"91       |      |
| 10   | 1        | 6      | Mathys Chouchaoui      | Francia            | 25"94       |      |
| 11   | 1        | 3      | Abdellah Ardjoune      | Algeria            | 25"98       |      |
| 12   | 2        | 2      | Sofoklis Mougis        | Cipro              | 26"50       |      |
| 13   | 3        | 7      | Christophe Brun        | Francia            | 26"54       |      |
| 14   | 3        | 2      | Filippos Iakovidis     | Cipro              | 26"55       |      |
| 15   | 1        | 2      | Mehdi Nazim Benbara    | Algeria            | 26"77       |      |
| 16   | 1        | 7      | Patrick Pelegrina      | Andorra            | 27"46       |      |
| 17   | 2        | 7      | Andrej Stojanovski     | Macedonia del Nord | 27"71       |      |
| 18   | 3        | 1      | Frenkli Vogli          | Albania            | 27"99       |      |
| DNS  | 3        | 6      | Sašo Boškan            | Slovenia           | Non partito |      |

### Finale
| Pos. | Corsia | Atleta                 | Nazionalità | Tempo | Note |
| ---- | ------ | ---------------------- | ----------- | ----- | ---- |
|      | 4      | Simone Stefanì         | Italia      | 25"00 |      |
|      | 6      | Juan Segura            | Spagna      | 25"09 |      |
|      | 7      | Lorenzo Mora           | Italia      | 25"17 |      |
| 4    | 5      | Georgios Spanoudakis   | Grecia      | 25"19 |      |
| 5    | 2      | Eyaggelos Makrygiannis | Grecia      | 25"32 |      |
| 6    | 3      | Manuel Martos          | Spagna      | 25"42 |      |
| 7    | 8      | João Costa             | Portogallo  | 25"62 |      |
| 8    | 1      | Doruk Tekin            | Turchia     | 25"69 |      |